# S3 (Berlijn)
De S3 is een lijn van de S-Bahn van Berlijn. De lijn verbindt Erkner in de deelstaat Brandenburg met station Spandau in stadsdeel Spandau. De lijn loopt door Berlijn via onder andere de stations Ostkreuz, Friedrichstraße, het Hauptbahnhof en Westkreuz. De lijn telt 30 stations en heeft een lengte van 44,6 kilometer; de reistijd over de gehele lijn bedraagt 74 minuten. De lijn wordt uitgevoerd door de S-Bahn Berlin GmbH, een dochteronderneming van de Deutsche Bahn.
De spoorverbinding maakt van oost naar west gebruik van het traject van de Spoorlijn Berlijn - Guben, de Stadtbahn en de spoorlijn tussen Westkreuz en Spandau.